# Acta societatis medicorum Upsaliensis
Acta societatis medicorum Upsaliensis (abgekürzt: Acta soc. med. Ups.) war eine zweimonatlich bei Almqvist & Wiksell erscheinende wissenschaftliche Fachzeitschrift. Sie erschien von 1950 bis 1971 und behandelte den Themenbereich der Medizin. Es handelt sich um den Nachfolger der Upsala läkareförenings förhandlingar und den Vorgänger des Upsala Journal of Medical Sciences.